# Ludovic Morlot
Ludovic Morlot (Lyon, 11 de diciembre de 1973) es un director de orquesta francés.

## Biografía
Morlot nació en Lyon el 11 de diciembre de 1973.  Comenzó su formación musical estudiando violín y posteriormente asistió a la Royal Academy of Music de Londres, donde comenzó sus estudios de dirección en 1994.  Sus mentores incluyeron a Sir Colin Davis, George Hurst y Colin Metters. En el Royal College of Music, fue becario de dirección de Norman Del Mar. En Estados Unidos, asistió a la escuela de dirección Pierre Monteux. Obtuvo la beca Seiji Ozawa en dirección en el festival Tanglewood en 2001. 
De 2002 a 2004, Morlot se desempeñó como director residente de la Orquesta Nacional de Lyon (ONL) bajo la dirección de David Robertson, haciéndose responsable de dirigir las dos orquestas juveniles de la agrupación.  De 2004 a 2007 fue director asistente de la Orquesta Sinfónica de Boston, que dirigió por primera vez en conciertos de suscripción en abril de 2005. 
El trabajo de Morlot en la música contemporánea ha incluido la dirección de los estrenos estadounidenses de Gondwana de Tristan Murail, en enero de 2009,  Helios Choros II (Sun God Dancers) de Augusta Read Thomas en octubre de 2009,  y el estreno mundial de Instances, la última obra orquestal de Elliott Carter. 
Morlot dirigió por primera vez la Sinfónica de Seattle en octubre de 2009.  Su segunda aparición como invitado con esta agrupación tuvo lugar en abril de 2010, como director suplente tras las erupciones del Eyjafjallajökull de 2010, cuando dirigió un programa diferente preparado con un tiempo de ensayo reducido.  En junio de 2010, la Sinfónica de Seattle anunció el nombramiento de Morlot como su decimoquinto director musical, a partir de la temporada 2011-2012, con un contrato inicial de seis años.  Ocupó el título de director musical designado durante la temporada 2010-2011.  En julio de 2015, la orquesta anunció la extensión del contrato de Morlot hasta la temporada 2018-2019.  El 21 de abril de 2017, la orquesta anunció la conclusión de la dirección musical de Morlot al final de la temporada 2018-2019. 
Morlot hizo su primera aparición como director invitado en el Teatro Real de la Moneda en Bruselas en 2011. En junio de ese mismo año, La Monnaie anunció el nombramiento de Morlot como su próximo director musical, a partir de la temporada 2012-2013, con un contrato inicial de 5 años.  Los puestos de Seattle y Bruselas representaron las primeras direcciones musicales de una orquesta y una compañía de ópera de Morlot, respectivamente. En diciembre de 2014, alegando diferencias artísticas, Morlot renunció a la dirección de La Monnaie.  Al respecto comentó: "Siento que la orquesta y yo no hemos logrado llegar a un consenso sobre una visión artística y por eso, por el bien de su desarrollo y el mío, he tomado la decisión de retirarme". 
Morlot se desempeñó como director de la Orquesta Nacional Juvenil de China durante su gira de conciertos inaugural en 2017, que incluyó una actuación con la pianista china Yuja Wang en el Carnegie Hall de Nueva York.  Regresó como director para la temporada 2019 con el pianista Garrick Ohlsson. En enero de 2020 fue anunciado como director artístico de la organización. En noviembre de 2021, la Orquesta Sinfónica de Barcelona y Nacional de Cataluña anunciaron el nombramiento de Morlot como su próximo director titular, con efecto a partir de la temporada 2022-2023, con un contrato inicial de cuatro temporadas.
Morlot y su esposa Ghizlane tienen dos hijas, Nora e Iman.  En marzo de 2012 fue nombrado profesor afiliado de música en la Universidad de Washington (UW).  Con el año académico 2013-2014, Morlot se convirtió en catedrático de estudios de dirección orquestal en la Universidad de Washington.  En 2014, fue elegido miembro de la Royal Academy of Music "en reconocimiento a su importante contribución a la música". 

## Grabaciones seleccionadas
- Berlioz, Réquiem , Seattle Simphony Choral, Seattle Pro Musica, dirigida por Ludovic Morlot, Kenneth Tarver, tenor. 2 CD Medios sinfónicos de Seattle 2018